# Едвін Каруана
Едвін-Вільям Петрович Каруана (англ. Edwin Caryana) (1876, Мальта) — англійський дипломат. Англійський консул в Херсоні (1908-1919), мав повноваження консула Туреччини в Херсоні.

## Біографія
Народився в 1876 році на острові Мальта. Багато років прожив у Російській імперії. 19 травня 1908 року був призначений виконувачем обов'язків, а згодом, у 1909 році затверджений на посаді англійського віце-консула в Херсоні, згодом, був наділений повноваженнями консула Туреччини. Мав квартиру в центрі Херсона, біля Олександрівського парку по вулиці Лютеранській.

## Консульська діяльність
До 1917 року 80% херсонського зерна закуповувала Англія та Швеція. Постійно в херсонському порту перебували англійські судна «Джекобс», «Принц Альберт», «Квін», «Оуен» і «Енсе». У компетенцію англійського віце-консула та турецького консула входили питання, пов'язані із членами команд і постачання вантажу, накладення арешту на вантаж, правильне оформлення митних документів, ремонт судів тощо
Під захистом віце-консула знаходилися англійські підприємці, які вкладали кошти в розвиток Херсонщини. Едвін Каруана створив і свою приватну морську контору у Херсоні. Також був агентом в Херсоні філії Московської страхової компанії.

## Меценат
Едвін Каруана був відомим колекціонером мистецьких творів, періодично він влаштовував виставки своєї колекції в Товаристві шанувальників витончених мистецтв Херсона. У 1914 році він перший очолив новостворений Музей витончених мистецтв у Херсоні. Як меценат надавав допомогу Херсонському музею старожитностей.
30 січня 1919 року покинув посаду, після прибуття двох англійських міноносців «Бріск» та «Нереїда» до Херсона, та повернувся до Англії.

## Сім'я
Син — Володимир, навчався у херсонській гімназії, дружив з майбутнім письменником Борисом Лавреньовим.